# Recinte fortificat de Palau del Vidre

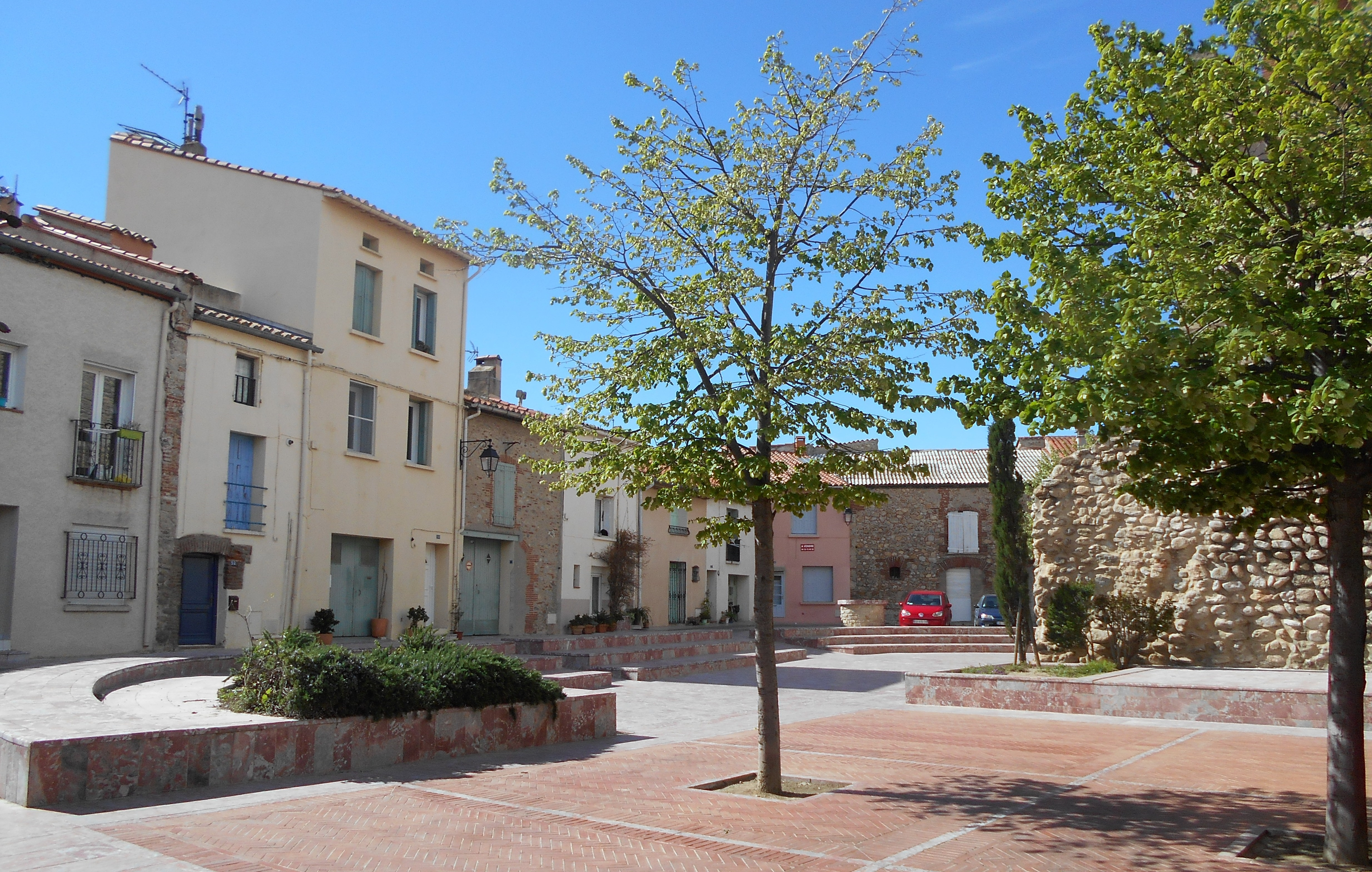
La cellera; a la dreta, restes de muralles

El Recinte fortificat de Palau del Vidre és el recinte medieval d'estil romànic que envoltava la cellera i el poble medieval de Palau del Vidre, a la comarca del Rosselló, Catalunya del Nord.
Envoltava la totalitat del poble vell, amb la cellera primigènia en el seu interior, així com els primers eixamplaments, medievals, del poble.

## Història
En un origen el poble era una vil·la romana, de la qual es conserva el nom: Securinianum (que hauria donat Surinyà). Aquest nom va conviure amb el de Palatium Rdegarium (Palau Rotger) al llarg del segle x, fins que, a partir del 1028 ja apareix només com a Palau o com a Palau Rotger, en diferents formes llatinomedievals: Palatium, Palad, Palaz. Palats, fins que el 1358 ja està documentada com a Palau.
L'església d'Elna hi posseïa diversos alous, però el comte de Rosselló Gausfred III infeudà Palau a Bernat de Montesquiu, cosí seu. El 1172 Palau consta com a castell, quan el comte Girard II, fill de Gausfred III, cedí Palau, el seu territori i tots els seus drets i jurisdiccions als templers de la Comanda del Mas Déu. En dissoldre's l'Orde del Temple, la possessió passà a mans dels hospitalers, i encara el 1789 en tenia la comanda l'Orde de Malta.
Al segle xv es desenvolupà a Palau una important indústria del vidre, l'amo de la qual era el 1465 el donzell Ramon de Vivers. Fou el moment en què es comença a ajuntar del Vidre al nom de la població, Palau.

## Característiques
El recinte fortificat era força arrodonit, oblong, amb angles suaus. Fa aproximadament 100 metres d'est a oest, per uns 70 de nord a sud. No s'ha conservat el portal principal d'entrada, que s'endevina on era, a migjorn, però als costats nord i est és on resten panys de mur de força consideració.
A l'interior del recinte encara hi havia el Castell, del qual es conserven poques restes. Una d'elles, l'actual església parroquial, que fou erigida aprofitant una de les sales del castell.